# El Barrio de la Soledad
El Barrio de la Soledad là một đô thị thuộc bang Oaxaca, México. Năm 2005, dân số của đô thị này là 13439 người.